# Carlo Rodolfo del Liechtenstein
Carlo Rodolfo del Liechtenstein, I principe di Liechtenstein-Nikolsburg (noto anche come Carlo Rodolfo di Liechtenstein-Nikolsburg; Oradea, 19 aprile 1827 – Vienna, 16 gennaio 1899), è stato un principe, generale e politico austriaco.

## Biografia
Carlo Rodolfo nacque ad Oradea nel 1827, figlio primogenito del generale principe Carlo Francesco del Liechtenstein (1790–1865) e di sua moglie, la contessa Franzisca von Wrbna und Freudenthal (1799–1863). Suo padre era membro di un ramo collaterale facente capo alla casata dei principi del Liechtenstein.
Intrapresa la carriera militare nell'esercito imperiale austriaco nel 1846, prestò servizio nelle operazioni di repressione della rivoluzione d'Ungheria dove venne ferito nel 1849. Nel 1851 divenne aiutante di campo dell'imperatore Francesco Giuseppe col grado di rittermeister, ma decise di ritirarsi dal servizio attivo nel 1858 col grado di tenente colonnello. Nel 1861 l'imperatore, come ringraziamento per il servizio prestato e per la sua vicinanza personale, lo creò principe di Liechtenstein-Nikolsburg e dal 1867 lo creò membro ereditario della Camera dei Signori d'Austria, oltre che suo ciambellano. Il feudo sul quale poggiava il suo titolo era costituito dalle terre ricevute da suo padre in eredità alla sua morte, in Moravia meridionale. Negli ultimi anni della sua vita fu inoltre un noto socialite della capitale, membro di diverse associazioni a Vienna ed in Moravia.
Morì senza essersi mai sposato e senza eredi e venne sepolto nella tomba di famiglia a Moravský Krumlov. I suoi titoli e le sue proprietà passarono al fratello minore Rodolfo.

## Ascendenza
|                                                                        |                                        |                                                                                    | Genitori                                                                     |  |  | Nonni |  |  | Bisnonni                         |  |  | Trisnonni                  |  |
|                                                                        |                                        |                                                                                    |                                                                              |  |  |       |  |  | Carlo Borromeo del Liechtenstein |  |  | Emanuele del Liechtenstein |  |
|                                                                        |                                        |                                                                                    |                                                                              |  |  |       |  |  | Carlo Borromeo del Liechtenstein |  |  | Emanuele del Liechtenstein |  |
|                                                                        |                                        | Antonia di Dietrichstein-Weichselstädt                                             |                                                                              |  |  |       |  |  | Carlo Borromeo del Liechtenstein |  |  |                            |  |
| Carlo Giuseppe del Liechtenstein                                       |                                        |                                                                                    |                                                                              |  |  |       |  |  | Carlo Borromeo del Liechtenstein |  |  |                            |  |
|                                                                        |                                        | Eleonora di Öttingen-Spielberg                                                     | Giovanni Ludovico I di Öttingen-Spielberg, II principe di Öttingen-Spielberg |  |  |       |  |  |                                  |  |  |                            |  |
|                                                                        |                                        | Eleonora di Öttingen-Spielberg                                                     | Giovanni Ludovico I di Öttingen-Spielberg, II principe di Öttingen-Spielberg |  |  |       |  |  |                                  |  |  |                            |  |
|                                                                        |                                        | Eleonora di Öttingen-Spielberg                                                     | Teresa di Holstein-Wiesenbourg                                               |  |  |       |  |  |                                  |  |  |                            |  |
| Carlo Francesco del Liechtenstein                                      |                                        | Eleonora di Öttingen-Spielberg                                                     |                                                                              |  |  |       |  |  |                                  |  |  |                            |  |
|                                                                        |                                        | Johann Franz von Khevenhüller-Metsch                                               | Johann Joseph von Khevenhüller-Metsch, I principe di Khevenhüller-Metsch     |  |  |       |  |  |                                  |  |  |                            |  |
|                                                                        |                                        | Johann Franz von Khevenhüller-Metsch                                               | Johann Joseph von Khevenhüller-Metsch, I principe di Khevenhüller-Metsch     |  |  |       |  |  |                                  |  |  |                            |  |
|                                                                        |                                        | Johann Franz von Khevenhüller-Metsch                                               | Caroline von Metsch                                                          |  |  |       |  |  |                                  |  |  |                            |  |
| Maria Anna di Khevenhuller-Metsch                                      |                                        | Johann Franz von Khevenhüller-Metsch                                               |                                                                              |  |  |       |  |  |                                  |  |  |                            |  |
|                                                                        |                                        | Marie Theresia von Rottal                                                          | Joachim Adam von Rottal                                                      |  |  |       |  |  |                                  |  |  |                            |  |
|                                                                        |                                        | Marie Theresia von Rottal                                                          | Joachim Adam von Rottal                                                      |  |  |       |  |  |                                  |  |  |                            |  |
|                                                                        |                                        | Marie Theresia von Rottal                                                          | Maria Josepha von Sternberg                                                  |  |  |       |  |  |                                  |  |  |                            |  |
| Carlo Rodolfo di Liechtenstein, I principe di Liechtenstein-Nikolsburg |                                        | Marie Theresia von Rottal                                                          |                                                                              |  |  |       |  |  |                                  |  |  |                            |  |
|                                                                        | Eugen Wenzel von Wrbna und Freudenthal | Norbert Wenzel von Wrbna und Freudenthal                                           |                                                                              |  |  |       |  |  |                                  |  |  |                            |  |
|                                                                        | Eugen Wenzel von Wrbna und Freudenthal | Norbert Wenzel von Wrbna und Freudenthal                                           |                                                                              |  |  |       |  |  |                                  |  |  |                            |  |
|                                                                        | Eugen Wenzel von Wrbna und Freudenthal | Marie Aloisie Kinsky                                                               |                                                                              |  |  |       |  |  |                                  |  |  |                            |  |
| Rudolf von Wrbna und Freudenthal                                       | Eugen Wenzel von Wrbna und Freudenthal |                                                                                    |                                                                              |  |  |       |  |  |                                  |  |  |                            |  |
|                                                                        |                                        | Maria Theresia von Kollonitz                                                       | László Csömöri Zay                                                           |  |  |       |  |  |                                  |  |  |                            |  |
|                                                                        |                                        | Maria Theresia von Kollonitz                                                       | László Csömöri Zay                                                           |  |  |       |  |  |                                  |  |  |                            |  |
|                                                                        |                                        | Maria Theresia von Kollonitz                                                       | Marie Eleonora von Kollonitz                                                 |  |  |       |  |  |                                  |  |  |                            |  |
| Franzisca von Wrbna und Freudenthal                                    |                                        | Maria Theresia von Kollonitz                                                       |                                                                              |  |  |       |  |  |                                  |  |  |                            |  |
|                                                                        |                                        | Dominik Andreas von Kaunitz-Rietberg-Questenberg, III principe di Kaunitz-Rietberg | Wenzel Anton von Kaunitz-Rietberg, I principe di Kaunitz-Rietberg            |  |  |       |  |  |                                  |  |  |                            |  |
|                                                                        |                                        | Dominik Andreas von Kaunitz-Rietberg-Questenberg, III principe di Kaunitz-Rietberg | Wenzel Anton von Kaunitz-Rietberg, I principe di Kaunitz-Rietberg            |  |  |       |  |  |                                  |  |  |                            |  |
|                                                                        |                                        | Dominik Andreas von Kaunitz-Rietberg-Questenberg, III principe di Kaunitz-Rietberg | Maria Ernestina von Starhemberg                                              |  |  |       |  |  |                                  |  |  |                            |  |
| Maria Theresia von Kaunitz-Rietberg-Questenberg                        |                                        | Dominik Andreas von Kaunitz-Rietberg-Questenberg, III principe di Kaunitz-Rietberg |                                                                              |  |  |       |  |  |                                  |  |  |                            |  |
|                                                                        |                                        | Bernardina di Plettenberg-Wittem                                                   | Franz Joseph von Plettenberg-Wittem                                          |  |  |       |  |  |                                  |  |  |                            |  |
|                                                                        |                                        | Bernardina di Plettenberg-Wittem                                                   | Franz Joseph von Plettenberg-Wittem                                          |  |  |       |  |  |                                  |  |  |                            |  |
|                                                                        |                                        | Bernardina di Plettenberg-Wittem                                                   | Maria Aloisia von Lamberg-Steyer                                             |  |  |       |  |  |                                  |  |  |                            |  |
|                                                                        |                                        | Bernardina di Plettenberg-Wittem                                                   |                                                                              |  |  |       |  |  |                                  |  |  |                            |  |